# Дубілет Дмитро Олександрович
Дмитро Олександрович Дубілет (нар. 27 травня 1985, Дніпропетровськ, нині Дніпро) — український бізнесмен, співзасновник мобільного інтернет-банкінгу Monobank, радник в.о. голови СБУ Івана Баканова (2019). Колишній IT-директор ПриватБанку. Син Олександра Дубілета, колишнього керівника правління ПриватБанку.
З літа 2019 року на державній службі: міністр Кабінету міністрів України (29 серпня 2019 — 4 березня 2020). З 20 жовтня 2019 йому підпорядкована також Державна служба статистики.

## Життєпис
Народився у місті Дніпрі.

### Освіта
- 1996—2002 — навчався у Дніпровській школі № 23,
- 2000 — навчався у школі Roycemore (Іллінойс, США)
- 2004 року почав навчання у Hochschule Merseburg (Мерзебург, Німеччина)
- 2006 року закінчив Інститут міжнародних відносин КНУ ім. Шевченка, спеціальність «Міжнародна інформація»[4].
- 2012 року закінчив Лондонську бізнес-школу Лондонського університету.

## Кар'єра
- 2005—2010 — засновник та керівник Fine Web (Київ).
- Липень — серпень 2010 — керівник проєктів у Infosys.
- Вересень — листопад 2010 — керівник проєктів у MasterCard (Варшава).
- 2012[5]⁣ — 2016 — IT-директор ПриватБанку (Дніпро).

В липні 2019 року з'явилась інформація про призначення Дмитра Дубілета радником в.о. голови СБУ Івана Баканова. Сам Дмитро Олександрович заявляв, що він не йде в політику, далі працюватиме в бізнесі, зокрема, в Монобанку, але долучиться як експерт з інформаційних технологій до проєктів боротьби з корупцією в Україні.
З 29 серпня 2019-го по 4 березня 2020-го року — міністр Кабінету міністрів України. З 20 жовтня 2019 року — відповідальний за координацію роботи Держстату України.

### iGov
З 2015 року Дмитро займався розвитком порталу iGov, що має на меті боротьбу із корупцією та підвищення ефективності роботи чиновників. З липня 2017 року система дозволяла замовити біометричний паспорт у 10 областях та Києві.

### Flat Planet
В грудні 2023 року Дмитро запустив анонсував стартап під назвою Flat Planet, розробку якого його команда розпочала ще до повномасштабного вторгнення в Україну. Головне завдання цього стартапу є розробка додатку, який має вклинитись в ринок аудіогідів туристичного сегменту та повинен стати, з його слів, "туристичним Spotify", який надасть можливість авторам публікувати свої аудіогіди як безкоштовно, так і за гроші, а клієнтам отримувати доступ, таким чином додаток повинен виступити в ролі посередника.
Згідно новинам, станом на грудень 2023 року додаток під назвою Flat Planet доступний для завантаження в App Store та Play Market, а в додатку вже доступно понад 120 маршрутів у 45 містах Європи та США.

## Критика

### Оцінка чисельності наявного населення України
Коментуючи планований на грудень 2020 року всеукраїнський перепис, зокрема видатки на його проведення в розмірі 3,4 млрд грн в листопаді 2019 року міністр Кабінету міністрів Дмитро Дубілет заявив, що уряд проведе т. зв. електронний перепис. Дубілет пообіцяв, що таким шляхом будуть отримані навіть якісніші дані з одночасною економією до 3 млрд грн. До проведення електронного перепису крім Держстату, відомства, підпорядкованого Дубілету, мали долучитися також мобільні оператори.
Ініціатива викликала хвилю критики спеціалістів та громадських організацій, що вказували на методологічні та організаційні слабкості запропонованої схеми. Серед критиків були, зокрема, соціологи Елла Лібанова, Євген Головаха, Texty.org.ua (видання, що спеціалізується на журналістиці даних), Аналітичний центр CEDOS.
15 січня урядовець оголосив про завершення електронного перепису, а 23 січня 2020 року на урядовій пресконференції під головуванням Дмитра Дубілета були озвучені результати оцінки чисельності наявного населення України. Ці результати, а саме загальна кількість населення в 37 млн 289 тис. осіб, його статево-віковий розподіл та розподіл за регіонами проживання отримали надзвичайне поширення в пресі. Однак у перші ж дні після презентації результатів прозвучали нові критичні зауваження щодо обмежень і можливих проблем оцінкового дослідження, що ніяк не може замінити собою класичний перепис, і в тому числі від прямих учасників дослідження. Великі розбіжності в даних щодо населення підконтрольної Україні частини Луганської області помітив очільник ОДА. Дубілет реагував на критику і продовжував атакувати класичні переписи, зокрема, назвав «великим фейком» дані перепису 2001 року.
4 лютого 2020 року Український центр суспільних даних заявив про аномалію в даних, що може вказувати на часткову фальсифікацію результатів оцінки, а саме таблиці зі статево-віковою структурою наявного населення. Експерти центру помітили, що наведені в презентації Дубілета цифри відповідають даним Держстату щодо розподілу постійного населення за статтю, віковими групами та типом місцевості, перемноженим на коефіцієнт 0,888. Якщо для окремої вікової групи така особливість не здивувала б, то закономірність, за якою всі вікові групи відрізняються від даних Держстату на згаданий коефіцієнт, виглядає або як фальсифікація, або як диво.

5 лютого Дмитро Дубілет в пості на своїй сторінці Facebook, що був передрукований багатьма новинарями, звинуватив своїх критиків у створенні фейку, а також висловив припущення, що критика є помстою за руйнування корупційних схем і заявив про намір звернутися до ДБР:
Одна з версій полягає в тому, що фейк разгоняють люди, чиї схеми на сотні мільйонів гривень ми нещодавна викрили.
Очільник Українського центру суспільних даних, соціолог Андрій Горбаль і texty.org.ua зазначили, що жодних пояснень коефіцієнту 0,888 так і не з'явилося та закликали чиновника і його команду викласти методологію оцінки, сирі дані та застосовану для їх обробки математичну модель на будь-яку вільну платформу для проведення фахової експертизи. Один з учасників дослідження називав квітень 2020 як час планованої публікації цих даних.
Число 0,888, або «стала Дубілета», перетворилося на мем, що поширився соціальними мережами.

6 лютого Дубілет та четверо учасників дослідження провели брифінг з приводу методик підрахунку чисельності населення. Протягом заходу чиновник повторив, що статево-віковий розподіл був отриманий незалежно, з аналізу даних реєстру фізичних осіб — платників податків, і збігся з даними Держстату. Число 0,888 він прокоментував так:
Цей коефіцієнт вийшов у кожній статево-віковій групі. Але ми провели масштабне дослідження, щоб зрозуміти, наскільки ця демографічна піраміда є коректною. Ми впевнилися в тому, що вона коректна.
Критики на брифінгу присутні не були або не ставили додаткових питань. В той же день Андрій Горбаль та інші прокоментували ситуацію і, хоча продовжують очікувати на публікацію методології оцінки, вважають, що Дубілет в цілому підтвердив їхні підозри про «підгонку» даних статево-вікового розподілу.
У своїх нових коментарях повторили зауваження та наголосили на потребі проведення перепису за міжнародно визнаною методологією CEDOS, Елла Лібанова та постійна представниця ПРООН в Україні Дафіна Ґерчева.